# لیگ جهانی والیبال ۲۰۰۸
لیگ جهانی والیبال ۲۰۰۸ نوزدهمین دوره از رقابت‌های لیگ جهانی می‌باشد که از ۱۳ ژوئن تا ۲۷ ژوئیه و با شرکت ۱۶ تیم برگزار شد. دور نهایی این دوره در ریو دو ژانیرو، برزیل برگزار شد و تیم ملی آمریکا برای نخستین بار بر سکوی قهرمانی ایستاد.

## گروه‌بندی
| گلدان A                            | گلدان B                            | گلدان C                                            | گلدان D                   |
| ---------------------------------- | ---------------------------------- | -------------------------------------------------- | ------------------------- |
| برزیل · فرانسه · صربستان · ونزوئلا | روسیه · کوبا · کرهٔ جنوبی · ایتالیا | ایالات متحده آمریکا · بلغارستان · اسپانیا · فنلاند | لهستان · ژاپن · چین · مصر |

## دور نخست
- برزیل به عنوان میزبان دور نهایی و تیم‌های نخست هر گروه، به همراه یک تیم دارندهٔ وایلد کارت FIVB به دور نهایی راه پیدا کردند. اگر برزیل در گروه A در ردهٔ نخست قرار می‌گرفت، تیم دوم گروه A هم به دور نهایی راه پیدا می‌کرد.

|  | واجد شرایط برای حضور در دور نهایی                            |
|  | واجد شرایط برای حضور در دور نهایی به عنوان میزبان            |
|  | واجد شرایط برای حضور در دور نهایی به عنوان دارندهٔ وایلد کارت |

### گروه A
|      |         |          | مسابقات | مسابقات | ست‌ها | ست‌ها | ست‌ها  | امتیازها | امتیازها | امتیازها |
| رتبه | تیم     | امتیازها | برد     | باخت    | برد  | باخت | نسبت  | برد      | باخت     | نسبت     |
| ---- | ------- | -------- | ------- | ------- | ---- | ---- | ----- | -------- | -------- | -------- |
| ۱    | برزیل   | ۲۲       | ۱۰      | ۲       | ۳۴   | ۱۴   | ۲٫۴۲۹ | ۱٬۱۱۹    | ۱٬۰۰۳    | ۱٫۱۱۶    |
| ۲    | صربستان | ۱۹       | ۷       | ۵       | ۲۹   | ۲۱   | ۱٫۳۸۱ | ۱٬۱۰۸    | ۱٬۰۷۸    | ۱٫۰۲۸    |
| ۳    | فرانسه  | ۱۸       | ۶       | ۶       | ۲۱   | ۲۵   | ۰٫۸۴۰ | ۱٬۰۲۰    | ۱٬۰۴۱    | ۰٫۹۸۰    |
| ۴    | ونزوئلا | ۱۳       | ۱       | ۱۱      | ۱۰   | ۳۴   | ۰٫۲۹۴ | ۹۳۷      | ۱٬۰۶۲    | ۰٫۸۸۲    |

۱۴ ژوئن، ۲۰۰۸
| سائو پائولو | برزیل   | ۳–۲ | صربستان | ۲۲–۲۵، ۲۵–۲۳، ۲۵–۱۸، ۲۳–۲۵، ۱۵–۱۱ |
| کاراکاس     | ونزوئلا | ۲–۳ | فرانسه  | ۲۳–۲۵، ۲۵–۲۳، ۲۰–۲۵، ۲۵–۲۳، ۱۱–۱۵ |

۱۵ ژوئن، ۲۰۰۸
| سائو پائولو | برزیل   | ۳–۲ | صربستان | ۲۳–۲۵، ۲۵–۱۹، ۲۴–۲۶، ۲۵–۲۳، ۱۵–۱۱ |
| کاراکاس     | ونزوئلا | ۰–۳ | فرانسه  | ۲۲–۲۵، ۱۹–۲۵، ۲۵–۲۷               |

۲۰ ژوئن، ۲۰۰۸
| پاریس | فرانسه | ۳–۲ | برزیل | ۲۵–۲۲، ۲۳–۲۵، ۲۵–۲۳، ۲۲–۲۵، ۱۵–۱۳ |

۲۱ ژوئن، ۲۰۰۸
| پاریس   | فرانسه  | ۰–۳ | برزیل   | ۲۹–۳۱، ۲۱–۲۵، ۱۷–۲۵        |
| کاراکاس | ونزوئلا | ۳–۱ | صربستان | ۲۵–۲۰، ۱۹–۲۵، ۲۵–۲۳، ۲۵–۲۲ |

۲۲ ژوئن، ۲۰۰۸
| کاراکاس | ونزوئلا | ۰–۳ | صربستان | ۲۱–۲۵، ۲۱–۲۵، ۱۸–۲۵ |

۲۷ ژوئن، ۲۰۰۸
| لیون | فرانسه | ۳–۱ | صربستان | ۱۷–۲۵، ۲۵–۲۰، ۲۵–۲۳، ۲۵–۲۰ |

۲۸ ژوئن، ۲۰۰۸
| لیون    | فرانسه  | ۰–۳ | صربستان | ۲۰–۲۵، ۳۱–۳۳، ۱۹–۲۵        |
| کاراکاس | ونزوئلا | ۱–۳ | برزیل   | ۲۵–۱۶، ۲۲–۲۵، ۲۱–۲۵، ۱۹–۲۵ |

۲۹ ژوئن، ۲۰۰۸
| کاراکاس | ونزوئلا | ۱–۳ | برزیل | ۲۵–۲۳، ۲۹–۳۱، ۱۳–۲۵، ۲۰–۲۵ |

۴ ژوئیه، ۲۰۰۸
| بلگراد | صربستان | ۲–۳ | برزیل   | ۲۵–۱۷، ۲۵–۲۱، ۲۱–۲۵، ۲۱–۲۵، ۸–۱۵ |
| تولوز  | فرانسه  | ۳–۱ | ونزوئلا | ۲۵–۲۳، ۲۵–۱۳، ۲۰–۲۵، ۲۵–۱۸       |

۵ ژوئیه، ۲۰۰۸
| تولوز | فرانسه | ۳–۱ | ونزوئلا | ۲۵–۲۰، ۲۰–۲۵، ۲۵–۲۰، ۲۵–۲۲ |

۶ ژوئیه، ۲۰۰۸
| نووی ساد | صربستان | ۳–۲ | برزیل | ۲۰–۲۵، ۱۸–۲۵، ۲۵–۲۳، ۲۵–۲۰، ۱۵–۱۱ |

۱۱ ژوئیه، ۲۰۰۸
| بلگراد | صربستان | ۳–۰ | ونزوئلا | ۲۵–۲۲، ۲۵–۲۳، ۲۵–۱۶ |

۱۲ ژوئیه، ۲۰۰۸
| بلو هوریزونته | برزیل | ۳–۰ | فرانسه | ۲۵–۲۲، ۲۵–۱۷، ۲۷–۲۵ |

۱۳ ژوئیه، ۲۰۰۸
| بلو هوریزونته | برزیل   | ۳–۰ | فرانسه  | ۲۵–۱۷، ۲۵–۲۱، ۲۵–۱۹        |
| نیش (شهر)     | صربستان | ۳–۱ | ونزوئلا | ۱۸–۲۵، ۲۵–۲۰، ۲۷–۲۵، ۲۵–۲۰ |

۱۸ ژوئیه، ۲۰۰۸
| گویانیا   | برزیل   | ۳–۰ | ونزوئلا | ۲۵–۲۳، ۲۵–۱۶، ۲۹–۲۷              |
| نیش (شهر) | صربستان | ۳–۲ | فرانسه  | ۲۳–۲۵، ۱۸–۲۵، ۲۵–۲۱، ۲۵–۱۹، ۱۵–۸ |

۱۹ ژوئیه، ۲۰۰۸
| گویانیا | برزیل   | ۳–۰ | ونزوئلا | ۲۵–۱۹، ۲۵–۲۰، ۲۵–۱۷        |
| بلگراد  | صربستان | ۳–۱ | فرانسه  | ۲۵–۲۰، ۲۵–۲۲، ۱۲–۲۵، ۲۵–۱۷ |

### گروه B
|      |           |          | مسابقات | مسابقات | ست‌ها | ست‌ها | ست‌ها  | امتیازها | امتیازها | امتیازها |
| رتبه | تیم       | امتیازها | برد     | باخت    | برد  | باخت | نسبت  | برد      | باخت     | نسبت     |
| ---- | --------- | -------- | ------- | ------- | ---- | ---- | ----- | -------- | -------- | -------- |
| ۱    | روسیه     | ۲۲       | ۱۰      | ۲       | ۳۳   | ۱۷   | ۱٫۹۴۱ | ۱٬۱۷۳    | ۱٬۱۱۰    | ۱٫۰۵۷    |
| ۲    | ایتالیا   | ۲۰       | ۸       | ۴       | ۳۰   | ۲۲   | ۱٫۳۶۴ | ۱٬۲۲۰    | ۱٬۱۷۷    | ۱٫۰۳۷    |
| ۳    | کوبا      | ۱۷       | ۵       | ۷       | ۲۱   | ۲۷   | ۰٫۷۷۸ | ۱٬۰۹۳    | ۱٬۰۹۴    | ۰٫۹۹۹    |
| ۴    | کرهٔ جنوبی | ۱۳       | ۱       | ۱۱      | ۱۷   | ۳۵   | ۰٫۴۸۶ | ۱٬۰۹۷    | ۱٬۲۰۲    | ۰٫۹۱۳    |

۱۳ ژوئن، ۲۰۰۸
| هاوانا | کوبا | ۳–۲ | ایتالیا | ۲۵–۲۲، ۳۱–۳۳، ۲۵–۲۰، ۲۲–۲۵، ۱۷–۱۵ |

۱۴ ژوئن، ۲۰۰۸
| سوون (شهر) | کرهٔ جنوبی | ۲–۳ | روسیه   | ۲۹–۳۱، ۲۵–۱۶، ۲۵–۱۸، ۲۳–۲۵، ۱۴–۱۶ |
| هاوانا     | کوبا      | ۱–۳ | ایتالیا | ۲۴–۲۶، ۲۷–۲۹، ۲۶–۲۴، ۲۰–۲۵        |

۱۵ ژوئن، ۲۰۰۸
| سوون (شهر) | کرهٔ جنوبی | ۱–۳ | روسیه | ۲۵–۲۲، ۱۹–۲۵، ۲۲–۲۵، ۲۱–۲۵ |

۲۰ ژوئن، ۲۰۰۸
| هاوانا | کوبا | ۱–۳ | روسیه | ۲۵–۲۱، ۲۱–۲۵، ۲۰–۲۵، ۲۱–۲۵ |

۲۱ ژوئن، ۲۰۰۸
| اولسان | کرهٔ جنوبی | ۲–۳ | ایتالیا | ۲۵–۲۳، ۲۱–۲۵، ۲۵–۲۲، ۱۷–۲۵، ۱۱–۱۵ |
| هاوانا | کوبا      | ۰–۳ | روسیه   | ۱۷–۲۵، ۲۱–۲۵، ۲۲–۲۵               |

۲۲ ژوئن، ۲۰۰۸
| اولسان | کرهٔ جنوبی | ۲–۳ | ایتالیا | ۲۵–۲۳، ۲۵–۲۲، ۱۵–۲۵، ۱۹–۲۵، ۹–۱۵ |

۲۶ ژوئن، ۲۰۰۸
| فلورانس | ایتالیا | ۳–۱ | روسیه | ۲۷–۲۵، ۲۵–۲۳، ۲۴–۲۶، ۲۵–۲۱ |

۲۷ ژوئن، ۲۰۰۸
| هاوانا | کوبا | ۳–۱ | کرهٔ جنوبی | ۲۵–۱۳، ۲۳–۲۵، ۲۵–۲۲، ۲۵–۱۵ |

۲۸ ژوئن، ۲۰۰۸
| رم     | ایتالیا | ۱–۳ | روسیه     | ۲۴–۲۶، ۲۵–۱۹، ۲۲–۲۵، ۲۰–۲۵ |
| هاوانا | کوبا    | ۳–۰ | کرهٔ جنوبی | ۲۵–۲۲، ۲۵–۲۳، ۲۵–۱۹        |

۴ ژوئیه، ۲۰۰۸
| کازان  | روسیه   | ۳–۱ | کوبا      | ۲۵–۲۱، ۲۵–۲۲، ۲۲–۲۵، ۲۵–۲۲ |
| تریسته | ایتالیا | ۳–۱ | کرهٔ جنوبی | ۲۲–۲۵، ۲۸–۲۶، ۲۵–۲۰، ۲۵–۲۳ |

۵ ژوئیه، ۲۰۰۸
| کازان  | روسیه   | ۳–۱ | کوبا      | ۲۵–۱۷، ۱۸–۲۵، ۲۵–۲۰، ۲۵–۲۰ |
| تریسته | ایتالیا | ۳–۱ | کرهٔ جنوبی | ۲۳–۲۵، ۲۵–۲۰، ۲۵–۲۲، ۲۵–۲۲ |

۱۱ ژوئیه، ۲۰۰۸
| کازان | روسیه | ۳–۱ | ایتالیا | ۲۵–۲۷، ۲۵–۲۱، ۲۵–۲۲، ۲۵–۲۰ |

۱۲ ژوئیه، ۲۰۰۸
| جونجو | کرهٔ جنوبی | ۱–۳ | کوبا    | ۲۵–۲۱، ۲۳–۲۵، ۱۸–۲۵، ۱۹–۲۵        |
| کازان | روسیه     | ۳–۲ | ایتالیا | ۲۵–۲۰، ۲۴–۲۶، ۲۷–۲۹، ۲۵–۲۲، ۱۵–۱۲ |

۱۳ ژوئیه، ۲۰۰۸
| جونجو | کرهٔ جنوبی | ۲–۳ | کوبا | ۱۶–۲۵، ۲۵–۲۲، ۲۵–۲۲، ۲۰–۲۵، ۱۲–۱۵ |

۱۸ ژوئیه، ۲۰۰۸
| خانتی-مانسییسک | روسیه   | ۳–۱ | کرهٔ جنوبی | ۲۲–۲۵، ۲۵–۲۳، ۲۵–۲۳، ۲۶–۲۴ |
| تورین          | ایتالیا | ۳–۱ | کوبا      | ۲۱–۲۵، ۲۵–۲۳، ۲۵–۲۱، ۲۵–۲۱ |

۱۹ ژوئیه، ۲۰۰۸
| خانتی-مانسییسک | روسیه | ۲–۳ | کرهٔ جنوبی | ۲۵–۲۰، ۲۵–۱۷، ۱۹–۲۵، ۲۳–۲۵، ۱۳–۱۵ |

۲۰ ژوئیه، ۲۰۰۸
| مونتزا | ایتالیا | ۳–۱ | کوبا | ۲۵–۲۰، ۲۱–۲۵، ۲۵–۲۱، ۲۵–۲۳ |

### گروه C
|      |                     |          | مسابقات | مسابقات | ست‌ها | ست‌ها | ست‌ها  | امتیازها | امتیازها | امتیازها |
| رتبه | تیم                 | امتیازها | برد     | باخت    | برد  | باخت | نسبت  | برد      | باخت     | نسبت     |
| ---- | ------------------- | -------- | ------- | ------- | ---- | ---- | ----- | -------- | -------- | -------- |
| ۱    | ایالات متحده آمریکا | ۲۱       | ۹       | ۳       | ۳۲   | ۱۵   | ۲٫۱۳۳ | ۱٬۱۰۵    | ۹۸۲      | ۱٫۱۲۵    |
| ۲    | بلغارستان           | ۲۰       | ۸       | ۴       | ۲۹   | ۲۱   | ۱٫۳۸۱ | ۱٬۱۲۲    | ۱٬۱۰۵    | ۱٫۰۱۵    |
| ۳    | فنلاند              | ۱۶       | ۴       | ۸       | ۱۹   | ۳۰   | ۰٫۶۳۳ | ۱٬۰۵۷    | ۱٬۱۲۹    | ۰٫۹۳۶    |
| ۴    | اسپانیا             | ۱۵       | ۳       | ۹       | ۱۷   | ۳۱   | ۰٫۵۴۸ | ۱٬۰۳۰    | ۱٬۰۹۸    | ۰٫۹۳۸    |

۱۳ ژوئن، ۲۰۰۸
| اسپو | فنلاند | ۱–۳ | ایالات متحده آمریکا | ۱۸–۲۵، ۱۹–۲۵، ۲۵–۲۳، ۲۰–۲۵ |

۱۴ ژوئن، ۲۰۰۸
| وارنا | بلغارستان | ۳–۰ | اسپانیا             | ۳۳–۳۱، ۲۵–۱۹، ۲۵–۱۷ |
| اسپو  | فنلاند    | ۰–۳ | ایالات متحده آمریکا | ۲۰–۲۵، ۱۹–۲۵، ۱۶–۲۵ |

۱۵ ژوئن، ۲۰۰۸
| وارنا | بلغارستان | ۳–۱ | اسپانیا | ۱۹–۲۵، ۲۵–۱۸، ۲۵–۲۲، ۲۵–۱۳ |

۲۰ ژوئن، ۲۰۰۸
| هافمن استیتز، ایلینوی | ایالات متحده آمریکا | ۳–۰ | بلغارستان | ۲۵–۲۳، ۲۵–۱۶، ۲۵–۱۶ |

۲۱ ژوئن، ۲۰۰۸
| وایادولید             | اسپانیا             | ۳–۲ | فنلاند    | ۲۱–۲۵، ۱۹–۲۵، ۲۵–۱۹، ۲۵–۲۰، ۱۵–۱۰ |
| هافمن استیتز، ایلینوی | ایالات متحده آمریکا | ۲–۳ | بلغارستان | ۲۵–۱۲، ۱۶–۲۵، ۲۰–۲۵، ۲۵–۱۲، ۱۳–۱۵ |

۲۲ ژوئن، ۲۰۰۸
| وایادولید | اسپانیا | ۳–۱ | فنلاند | ۲۵–۱۸، ۲۶–۲۴، ۲۱–۲۵، ۲۵–۲۲ |

۲۷ ژوئن، ۲۰۰۸
| مادرید            | اسپانیا             | ۳–۱ | بلغارستان | ۲۵–۱۶، ۱۸–۲۵، ۲۵–۲۱، ۲۵–۱۶ |
| گرین‌بی، ویسکانسین | ایالات متحده آمریکا | ۳–۱ | فنلاند    | ۲۵–۲۰، ۲۱–۲۵، ۲۵–۱۷، ۲۵–۲۰ |

۲۸ ژوئن، ۲۰۰۸
| گرین‌بی، ویسکانسین | ایالات متحده آمریکا | ۳–۱ | فنلاند | ۲۵–۱۷، ۲۲–۲۵، ۲۵–۱۸، ۲۵–۱۸ |

۲۹ ژوئن، ۲۰۰۸
| پینتو | اسپانیا | ۲–۳ | بلغارستان | ۲۵–۱۷، ۲۷–۲۹، ۲۵–۱۵، ۲۳–۲۵، ۱۰–۱۵ |

۴ ژوئیه، ۲۰۰۸
| تامپره | فنلاند  | ۰–۳ | بلغارستان           | ۲۶–۲۸، ۲۸–۳۰، ۱۹–۲۵               |
| مادرید | اسپانیا | ۲–۳ | ایالات متحده آمریکا | ۲۳–۲۵، ۲۲–۲۵، ۳۱–۲۹، ۲۵–۲۰، ۱۶–۱۸ |

۵ ژوئیه، ۲۰۰۸
| تامپره | فنلاند | ۳–۲ | بلغارستان | ۲۲–۲۵، ۱۷–۲۵، ۲۵–۲۲، ۲۵–۲۱، ۱۷–۱۵ |

۶ ژوئیه، ۲۰۰۸
| مادرید | اسپانیا | ۰–۳ | ایالات متحده آمریکا | ۱۹–۲۵، ۱۹–۲۵، ۲۳–۲۵ |

۱۱ ژوئیه، ۲۰۰۸
| بلومینگتون، ایلینوی | ایالات متحده آمریکا | ۳–۰ | اسپانیا | ۲۵–۱۹، ۲۵–۲۳، ۲۷–۲۵ |

۱۲ ژوئیه، ۲۰۰۸
| وارنا               | بلغارستان           | ۲–۳ | فنلاند  | ۲۸–۳۰، ۲۵–۱۸، ۲۳–۲۵، ۲۹–۲۷، ۱۵–۱۷ |
| بلومینگتون، ایلینوی | ایالات متحده آمریکا | ۳–۱ | اسپانیا | ۲۴–۲۶، ۲۵–۲۲، ۲۵–۱۳، ۲۵–۱۸        |

۱۳ ژوئیه، ۲۰۰۸
| وارنا | بلغارستان | ۳–۱ | فنلاند | ۲۶–۲۴، ۲۵–۱۹، ۱۸–۲۵، ۲۵–۲۲ |

۱۸ ژوئیه، ۲۰۰۸
| وارنا  | بلغارستان | ۳–۲ | ایالات متحده آمریکا | ۲۵–۲۲، ۲۴–۲۶، ۲۵–۱۶، ۲۳–۲۵، ۱۵–۱۰ |
| تامپره | فنلاند    | ۳–۲ | اسپانیا             | ۲۵–۲۱، ۲۳–۲۵، ۲۳–۲۵، ۲۵–۲۳، ۱۵–۱۱ |

۱۹ ژوئیه، ۲۰۰۸
| وارنا  | بلغارستان | ۳–۱ | ایالات متحده آمریکا | ۲۵–۲۰، ۲۰–۲۵، ۲۵–۲۰، ۳۵–۳۳ |
| تامپره | فنلاند    | ۳–۰ | اسپانیا             | ۲۵–۱۷، ۲۵–۱۵، ۲۵–۱۹        |

### گروه D
|      |        |          | مسابقات | مسابقات | ست‌ها | ست‌ها | ست‌ها  | امتیازها | امتیازها | امتیازها |
| رتبه | تیم    | امتیازها | برد     | باخت    | برد  | باخت | نسبت  | برد      | باخت     | نسبت     |
| ---- | ------ | -------- | ------- | ------- | ---- | ---- | ----- | -------- | -------- | -------- |
| ۱    | لهستان | ۲۱       | ۹       | ۳       | ۳۲   | ۱۷   | ۱٫۸۸۲ | ۱٬۱۲۴    | ۱٬۰۳۳    | ۱٫۰۸۸    |
| ۲    | چین    | ۱۸       | ۶       | ۶       | ۲۴   | ۲۳   | ۱٫۰۴۳ | ۱٬۰۵۸    | ۱٬۰۶۷    | ۰٫۹۹۲    |
| ۳    | ژاپن   | ۱۷       | ۵       | ۷       | ۲۲   | ۲۸   | ۰٫۷۸۶ | ۱٬۱۰۸    | ۱٬۱۵۰    | ۰٫۹۶۳    |
| ۴    | مصر    | ۱۶       | ۴       | ۸       | ۱۸   | ۲۸   | ۰٫۶۴۳ | ۱٬۰۲۰    | ۱٬۰۶۰    | ۰٫۹۶۲    |

۱۳ ژوئن، ۲۰۰۸
| اسکندریه | مصر | ۳–۲ | لهستان | ۲۵–۱۹، ۱۴–۲۵، ۲۲–۲۵، ۲۵–۲۲، ۱۵–۱۲ |

۱۴ ژوئن، ۲۰۰۸
| هانگژو   | چین | ۲–۳ | ژاپن   | ۳۱–۲۹، ۲۲–۲۵، ۲۰–۲۵، ۳۱–۲۹، ۹–۱۵ |
| اسکندریه | مصر | ۱–۳ | لهستان | ۲۰–۲۵، ۲۵–۱۳، ۱۷–۲۵، ۲۱–۲۵       |

۱۵ ژوئن، ۲۰۰۸
| هانگژو | چین | ۳–۲ | ژاپن | ۲۲–۲۵، ۲۵–۱۶، ۲۵–۱۹، ۲۲–۲۵، ۱۵–۱۲ |

۲۰ ژوئن، ۲۰۰۸
| اسکندریه | مصر | ۳–۱ | ژاپن | ۳۰–۳۲، ۲۵–۲۱، ۲۵–۲۲، ۲۵–۲۱ |

۲۱ ژوئن، ۲۰۰۸
| هانگژو   | چین | ۳–۱ | لهستان | ۲۶–۲۴، ۲۵–۲۱، ۲۲–۲۵، ۲۵–۱۸ |
| اسکندریه | مصر | ۳–۱ | ژاپن   | ۲۱–۲۵، ۲۶–۲۴، ۲۵–۱۸، ۲۵–۲۱ |

۲۲ ژوئن، ۲۰۰۸
| هانگژو | چین | ۲–۳ | لهستان | ۲۶–۲۴، ۱۵–۲۵، ۲۵–۲۲، ۱۹–۲۵، ۱۲–۱۵ |

۲۸ ژوئن، ۲۰۰۸
| توکیو  | ژاپن | ۰–۳ | لهستان | ۱۴–۲۵، ۱۲–۲۵، ۲۲–۲۵        |
| هانگژو | چین  | ۳–۱ | مصر    | ۲۵–۲۲، ۲۵–۱۹، ۲۰–۲۵، ۲۵–۲۳ |

۲۹ ژوئن، ۲۰۰۸
| توکیو  | ژاپن | ۳–۲ | لهستان | ۲۹–۳۱، ۱۸–۲۵، ۲۵–۱۹، ۲۵–۲۱، ۱۵–۱۱ |
| هانگژو | چین  | ۳–۰ | مصر    | ۲۵–۲۱، ۲۶–۲۴، ۲۵–۱۹               |

۴ ژوئیه، ۲۰۰۸
| کاتوویتسه | لهستان | ۳–۱ | چین | ۲۵–۲۰، ۲۰–۲۵، ۲۵–۲۳، ۲۵–۲۳ |

۵ ژوئیه، ۲۰۰۸
| کوماکی، آیچی | ژاپن   | ۳–۲ | مصر | ۲۵–۱۹، ۲۵–۲۲، ۲۷–۲۹، ۲۴–۲۶، ۱۵–۱۰ |
| کاتوویتسه    | لهستان | ۳–۱ | چین | ۲۵–۲۲، ۱۹–۲۵، ۲۵–۲۱، ۲۵–۲۳        |

۶ ژوئیه، ۲۰۰۸
| کوماکی، آیچی | ژاپن | ۳–۱ | مصر | ۲۶–۲۴، ۲۰–۲۵، ۲۵–۲۰، ۲۵–۲۱ |

۱۱ ژوئیه، ۲۰۰۸
| قاهره | مصر    | ۰–۳ | چین  | ۱۸–۲۵، ۲۱–۲۵، ۲۳–۲۵        |
| ووچ   | لهستان | ۳–۱ | ژاپن | ۲۱–۲۵، ۲۵–۲۳، ۲۵–۱۸، ۲۵–۱۸ |

۱۲ ژوئیه، ۲۰۰۸
| قاهره | مصر    | ۳–۰ | چین  | ۲۵–۱۵، ۲۵–۲۲، ۲۵–۱۷        |
| ووچ   | لهستان | ۳–۱ | ژاپن | ۲۵–۱۴، ۲۵–۲۳، ۱۹–۲۵، ۲۵–۱۷ |

۱۸ ژوئیه، ۲۰۰۸
| پوزنان | لهستان | ۳–۰ | مصر | ۲۵–۲۱، ۲۵–۲۱، ۲۵–۱۶ |

۱۹ ژوئیه، ۲۰۰۸
| اوساکا  | ژاپن   | ۳–۰ | چین | ۲۶–۲۴، ۲۵–۲۰، ۲۵–۱۳        |
| بیدگوشچ | لهستان | ۳–۱ | مصر | ۲۵–۲۰، ۲۵–۲۳، ۲۳–۲۵، ۲۵–۲۳ |

۲۰ ژوئیه، ۲۰۰۸
| اوساکا | ژاپن | ۱–۳ | چین | ۲۰–۲۵، ۲۱–۲۵، ۲۹–۲۷، ۲۳–۲۵ |

## دور نهایی
- میزبان:  جیناسیو دو ماراکانازینیو، ریو دو ژانیرو، برزیل
- تمامی زمان‌ها براساس زمان رسمی برزیل (UTC−۰۳:۰۰) می‌باشد.

### بازی‌های گروهی
|  | واجد شرایط برای حضور در دور نیمه‌نهایی |

#### گروه E
|      |       |          | مسابقات | مسابقات | ست‌ها | ست‌ها | ست‌ها  | امتیازها | امتیازها | امتیازها |
| رتبه | تیم   | امتیازها | برد     | باخت    | برد  | باخت | نسبت  | برد      | باخت     | نسبت     |
| ---- | ----- | -------- | ------- | ------- | ---- | ---- | ----- | -------- | -------- | -------- |
| ۱    | برزیل | ۴        | ۲       | ۰       | ۶    | ۰    | MAX   | ۱۵۰      | ۱۱۰      | ۱٫۳۶۴    |
| ۲    | روسیه | ۳        | ۱       | ۱       | ۳    | ۳    | ۱٫۰۰۰ | ۱۳۲      | ۱۳۱      | ۱٫۰۰۸    |
| ۳    | ژاپن  | ۲        | ۰       | ۲       | ۰    | ۶    | ۰٫۰۰۰ | ۱۱۰      | ۱۵۱      | ۰٫۷۲۸    |

| تاریخ    | ساعت  |       | امتیاز |       | ست ۱  | ست ۲  | ست ۳  | ست ۴ | ست ۵ | مجموع | گزارش |
| -------- | ----- | ----- | ------ | ----- | ----- | ----- | ----- | ---- | ---- | ----- | ----- |
| ۲۳ ژوئیه | ۱۰:۱۰ | روسیه | ۰–۳    | برزیل | ۲۳–۲۵ | ۱۸–۲۵ | ۱۵–۲۵ |      |      | ۵۶–۷۵ | P2 P3 |
| ۲۴ ژوئیه | ۱۰:۰۷ | ژاپن  | ۰–۳    | روسیه | ۱۴–۲۵ | ۲۴–۲۶ | ۱۸–۲۵ |      |      | ۵۶–۷۶ | P2 P3 |
| ۲۵ ژوئیه | ۱۰:۰۷ | برزیل | ۳–۰    | ژاپن  | ۲۵–۱۶ | ۲۵–۲۳ | ۲۵–۱۵ |      |      | ۷۵–۵۴ | P2 P3 |

#### گروه F
|      |                     |          | مسابقات | مسابقات | ست‌ها | ست‌ها | ست‌ها  | امتیازها | امتیازها | امتیازها |
| رتبه | تیم                 | امتیازها | برد     | باخت    | برد  | باخت | نسبت  | برد      | باخت     | نسبت     |
| ---- | ------------------- | -------- | ------- | ------- | ---- | ---- | ----- | -------- | -------- | -------- |
| ۱    | صربستان             | ۴        | ۲       | ۰       | ۶    | ۰    | MAX   | ۱۵۰      | ۱۱۴      | ۱٫۳۱۶    |
| ۲    | ایالات متحده آمریکا | ۳        | ۱       | ۱       | ۳    | ۵    | ۰٫۶۰۰ | ۱۶۸      | ۱۸۲      | ۰٫۹۲۳    |
| ۳    | لهستان              | ۲        | ۰       | ۲       | ۲    | ۶    | ۰٫۳۳۳ | ۱۶۲      | ۱۸۴      | ۰٫۸۸۰    |

| تاریخ    | ساعت  |                     | امتیاز |                     | ست ۱  | ست ۲  | ست ۳  | ست ۴  | ست ۵  | مجموع   | گزارش |
| -------- | ----- | ------------------- | ------ | ------------------- | ----- | ----- | ----- | ----- | ----- | ------- | ----- |
| ۲۳ ژوئیه | ۱۳:۲۴ | صربستان             | ۳–۰    | ایالات متحده آمریکا | ۲۵–۲۳ | ۲۵–۱۹ | ۲۵–۱۷ |       |       | ۷۵–۵۹   | P2 P3 |
| ۲۴ ژوئیه | ۱۳:۲۲ | ایالات متحده آمریکا | ۳–۲    | لهستان              | ۲۵–۱۸ | ۲۳–۲۵ | ۲۷–۲۵ | ۱۸–۲۵ | ۱۶–۱۴ | ۱۰۹–۱۰۷ | P2 P3 |
| ۲۵ ژوئیه | ۱۳:۲۲ | لهستان              | ۰–۳    | صربستان             | ۱۶–۲۵ | ۱۸–۲۵ | ۲۱–۲۵ |       |       | ۵۵–۷۵   | P2 P3 |

### چهار نهایی
|  | نیمه‌نهایی           | نیمه‌نهایی           |   |          | نهایی    | نهایی |  |
|  |                     |                     |   |          |          |       |  |
|  | ۲۶ ژوئیه            |                     |   |          |          |       |  |
|  | صربستان             | ۳                   |   |          |          |       |  |
|  | روسیه               | ۰                   |   |          |          |       |  |
|  |                     |                     |   |          |          |       |  |
|  |                     |                     |   |          | ۲۷ ژوئیه |       |  |
|  |                     |                     |   |          | صربستان  | ۱     |  |
|  |                     | ایالات متحده آمریکا | ۳ |          |          |       |  |
|  |                     |                     |   |          |          |       |  |
|  |                     |                     |   |          |          |       |  |
|  |                     |                     |   |          | مکان سوم |       |  |
|  | ۲۶ ژوئیه            | ۲۶ ژوئیه            |   | ۲۷ ژوئیه | ۲۷ ژوئیه |       |  |
|  | برزیل               | ۰                   |   | روسیه    | ۳        |       |  |
|  | ایالات متحده آمریکا | ۳                   |   |          | برزیل    | ۱     |  |

#### نیمه‌نهایی
| تاریخ    | ساعت  |         | امتیاز |                     | ست ۱  | ست ۲  | ست ۳  | ست ۴ | ست ۵ | مجموع | گزارش |
| -------- | ----- | ------- | ------ | ------------------- | ----- | ----- | ----- | ---- | ---- | ----- | ----- |
| ۲۶ ژوئیه | ۱۰:۰۰ | برزیل   | ۰–۳    | ایالات متحده آمریکا | ۲۳–۲۵ | ۲۲–۲۵ | ۲۵–۲۷ |      |      | ۷۰–۷۷ | P2 P3 |
| ۲۶ ژوئیه | ۱۳:۱۵ | صربستان | ۳–۰    | روسیه               | ۲۵–۱۹ | ۲۵–۱۹ | ۲۵–۲۳ |      |      | ۷۵–۶۱ | P2 P3 |

#### مکان سوم
| تاریخ    | ساعت  |       | امتیاز |       | ست ۱  | ست ۲  | ست ۳  | ست ۴  | ست ۵ | مجموع | گزارش |
| -------- | ----- | ----- | ------ | ----- | ----- | ----- | ----- | ----- | ---- | ----- | ----- |
| ۲۷ ژوئیه | ۰۹:۳۰ | روسیه | ۳–۱    | برزیل | ۲۵–۲۳ | ۲۵–۱۹ | ۲۳–۲۵ | ۲۵–۱۹ |      | ۹۸–۸۶ | P2 P3 |

#### نهایی
| تاریخ    | ساعت  |         | امتیاز |                     | ست ۱  | ست ۲  | ست ۳  | ست ۴  | ست ۵ | مجموع | گزارش |
| -------- | ----- | ------- | ------ | ------------------- | ----- | ----- | ----- | ----- | ---- | ----- | ----- |
| ۲۷ ژوئیه | ۱۲:۳۰ | صربستان | ۱–۳    | ایالات متحده آمریکا | ۲۴–۲۶ | ۲۵–۲۳ | ۲۳–۲۵ | ۲۲–۲۵ |      | ۹۴–۹۹ | P2 P3 |

## رده‌بندی نهایی
| رده | تیم                 |
| --- | ------------------- |
| 1   | ایالات متحده آمریکا |
| 2   | صربستان             |
| 3   | روسیه               |
| ۴   | برزیل               |
| ۵   | لهستان              |
| ۶   | ژاپن                |
| ۷   | بلغارستان           |
| ۷   | چین                 |
| ۷   | ایتالیا             |
| ۱۰  | کوبا                |
| ۱۰  | فنلاند              |
| ۱۰  | فرانسه              |
| ۱۳  | مصر                 |
| ۱۳  | کرهٔ جنوبی           |
| ۱۳  | اسپانیا             |
| ۱۳  | ونزوئلا             |

| قهرمان لیگ جهانی ۲۰۰۸                |
| ------------------------------------ |
| · ایالات متحده آمریکا · نخستین عنوان |

## جوایز
| - باارزش‌ترین بازیکن: - لویی بال - بهترین امتیاز آورنده: - ایوان میلیکوویچ - بهترین اسپک زننده: - دانته آمارال - بهترین دفاع کننده: - مارکو پودراشچانین | - بهترین دریافت کننده: - جیبا - بهترین پاسور: - لویی بال - بهترین لیبرو: - ریچارد لامبورن |